# (3969) Росси
(3969) Росси (лат. Rossi) — типичный астероид главного пояса, открыт 9 октября 1978 года советским астрономом Людмилой Журавлёвой в Крымской астрофизической обсерватории и 19 октября 1994 года назван в честь российского архитектора итальянского происхождения Карла Росси.

## Обнаружение и именование
(3969) Росси
Открыт 9 октября 1978 года в Научном Л. В. Журавлёвой.
Назван в память о выдающемся архитекторе Карле Ивановиче Росси (1775—1849), создателе великолепных архитектурных ансамблей в Санкт-Петербурге.
Оригинальный текст (англ.)3969 Rossi
Discovered 1978-10-09 by Zhuravleva, L. at Nauchnyj.
Named in memory of the outstanding architect Karl Ivanovich Rossi (1775—1849), designer of splendid architectural ensembles in St. Petersburg.
Источники: DISCOVERY.DB; M.P.C. 24121.

## Орбита

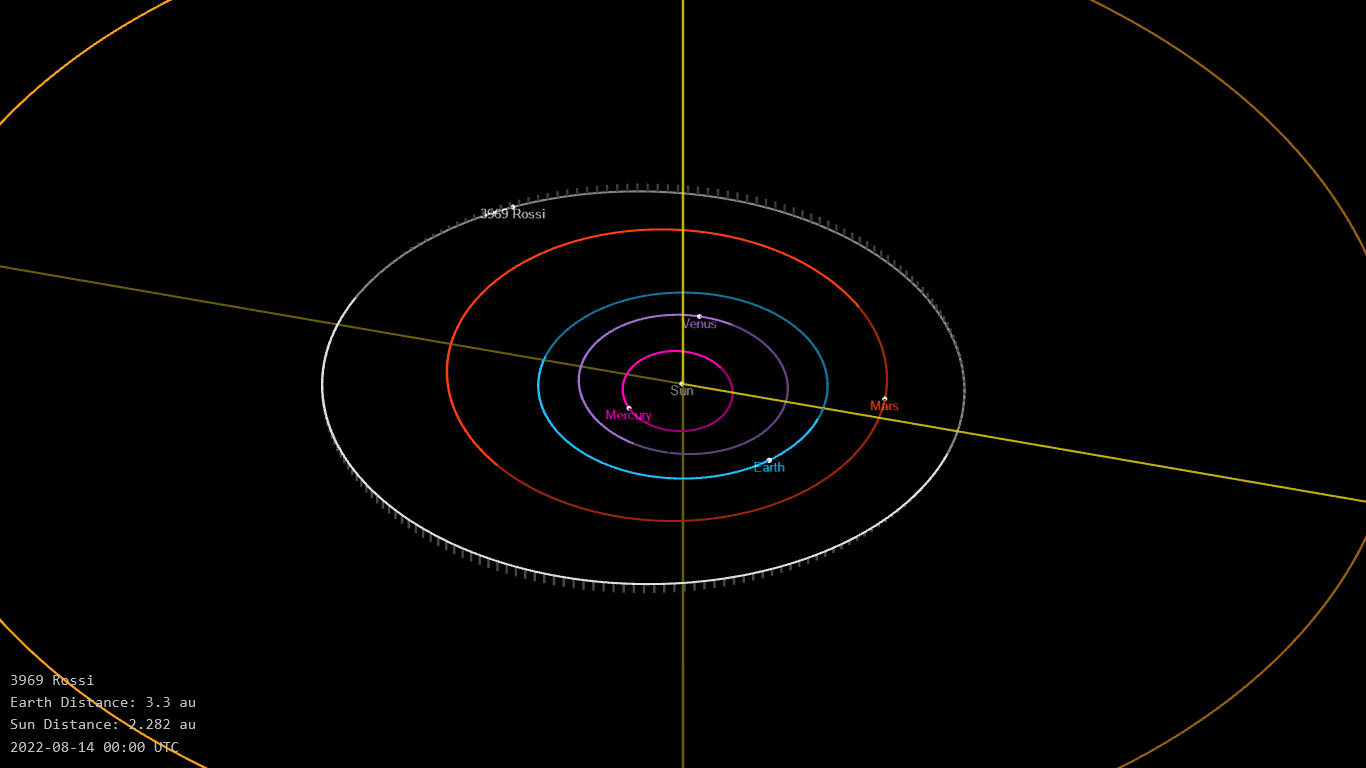
Орбита астероида Росси и его положение в Солнечной системе

## Физические характеристики
Астероид относится к таксономическому классу S.
По результатам наблюдений в видимом и ближнем инфракрасном диапазоне космического телескопа NEOWISE диаметр астероида сначала оценивался равным 3,885±0,118 км, позже — 3,25±0,77 км и 3,792±0,299 км. Согласно тем же источникам альбедо оценивается как 0,2230±0,0451, 0,38±0,16 и 0,234±0,067.